# ماونتین لیک (مینه‌سوتا)
ماونتین لیک، مینه‌سوتا (به انگلیسی: Mountain Lake, Minnesota) یک شهر در ایالات متحده آمریکا است که در شهرستان کاتنوود، مینه‌سوتا واقع شده‌است.

## خصوصیات
ماونتین لیک ۴٫۰۱ کیلومترمربع مساحت و ۲٬۱۰۴ نفر جمعیت دارد و ۳۹۷ متر بالاتر از سطح دریا واقع شده‌است.